# The Apple Dumpling Gang Rides Again
The Apple Dumpling Gang Rides Again (bra: A Gangue da Tortinha de Maçã Ataca Novamente) é um filme estadunidense de 1979, dos gêneros comédia e faroeste, dirigido por Vincent McEveety para a Walt Disney Productions. 
É a sequência do filme de 1975 The Apple Dumpling Gang e é estrelado pela dupla de comediantes Tim Conway e Don Knotts que repetem os personagens do filme anterior. Além deles, apenas Harry Morgan que estava no outro elenco volta a aparecer, mas como um personagem diferente.

## Elenco
- Tim Conway...Amos Tucker
- Don Knotts...Theodore Ogelvie
- Tim Matheson...Soldado Jeff Reed
- Kenneth Mars...Delegado "Woolly" Bill Hitchcock
- Elyssa Davalos...Senhorita Milly Gaskill
- Jack Elam...Big Mack
- Robert Pine...Tenente Jim Ravencroft
- Harry Morgan...Major Gaskill (pai de Milly)
- Ruth Buzzi...Kate, ou 'Granny'
- Audrey Totter...Martha Osten (Viúva cega da cabana)
- Richard X. Slattery...Sgt. Slaughter (chefe dos soldados)
- John Crawford...Sherick
- Ralph Manza...Menino
- Cliff Osmond...Wes Hardin (ladrão do banco)
- Ted Gehring...Hank Starrett (ladrão do banco)
- Morgan Paull...Cabo #1
- Nick Ramus...Chefe índio
- Bryan O'Byrne...fotógrafo
- Locomotiva Sierra Railway No. 3

## Sinopse
Amos Tucker e Theodore Ogelvie, um par de ex-bandoleiros atrapalhados, deixa a fazenda dos amigos que fizeram no filme anterior e resolvem se aventurar novamente no Oeste, desta vez do lado certo, viajando no lombo da fiel mula Clarise. Porém, ao chegarem na próspera cidade de Junction City, são confundidos com ladrões de bancos e passam a ser perseguidos pelo famoso e implacável delegado Wooly Bill Hitchcock.

## Recepção
O filme recebeu críticas mistas.